# MOONLIGHT MILE
『MOONLIGHT MILE』（ムーンライトマイル）は、太田垣康男による日本の漫画作品。

## 概説
『ビッグコミックスペリオール』（小学館）にて連載されていたが、スペリオール2012年8号（3月23日発売）より作者が『機動戦士ガンダム サンダーボルト』を連載開始したため2011年10月ごろから連載を一時中止、2021年12月より連載再開した。2007年12月時点で累計発行部数は160万部を突破している。
近未来における宇宙開発時代を題材としている。宇宙開発史における世界情勢の変遷と、様々な困難に見舞われながらも月開発に挑む人々の姿をリアルなタッチで描いている。魅力的なキャラクターと共に、アメリカ軍が秘密裏に行う宇宙進出や、それに追随する中国の台頭など、実際に起こりうるかもしれないというヴァーチャルな世界観が作品の売りどころの1つになっている。2007年21号で第一部終了。2か月の中断をはさみ、2007年12月28日発売の2008年2号より再開、第二部が始まった。
本作品の第一部において性的描写のシーンは数多くあったが、第二部では殆ど見られなくなった。
今後の連載再開の展望について
『サンダーボルト』単行本第一巻の巻末にて、「（サンダーボルトの）連載終了後にムーンライトマイルの連載を再開する」旨を告知したが、『サンダーボルト』が当初の予定を超えて長期連載態勢に入ってしまったため、現在は両作の同時連載を目指して準備中。
2021年5月13日、自身のツイッターで今冬に連載再開する事を発表した。2022年12月23日 24巻が発売された。
アニメ化
WOWOWにて第一部の前半の内容をもとに、2007年3月から6月に第一シーズン「Lift off」12話、同9月から12月に第二シーズン「Touch down」14話が放送された。（アニメ版の詳細については、#テレビアニメの節を参照）
作者の太田垣康男は雑誌のインタビューで「ハリウッドで映画化されるならデヴィッド・フィンチャーにお願いしたい」と発言している。

## あらすじ

### 第一部
吾郎とロストマンは大学生でありながら、世界中の名だたる名峰を次々制覇した屈強な学生クライマーであり、お互いを唯一無二と認めるザイルパートナーだった。彼等は5大陸最高峰の締めくくりとなるエベレスト登頂での最中に、雪崩に遭遇したフランス登山隊の女性を発見。二人に「白雪姫」と名づけられたこの女性は内臓を損傷しており、苛酷な環境のために救出は望むべくもなく、やがて息を引き取る。彼女の死を見届けた二人は、彼女の嵌めていた指輪を手に、装備の殆どを失いながら強靭な体力で登頂を再開した。辿り着いた山頂で指輪を登頂旗のポールに嵌め、供養をした後に見上げた先に浮んでいたのは、ISS（国際宇宙ステーション）、そして月…。看病の際に白雪姫が語ったとおりの光景に、2人は「宇宙への進出」という新たな目標を見い出す。
奇しくも2人が登頂を果たした2005年1月17日、NASAが打ち上げた月資源探査衛星により、核融合炉のための次世代エネルギーとして有望視されるヘリウム3が月に大量に埋蔵されていることが判明する。アポロ11号で人が初めて月に降り立ってから36年、人類の月開発への新たな挑戦が始まった。
それから4年後。吾郎は大手建築会社に就職し、様々な重機をまるで手足の如く操る建設現場作業員として働いていた。そんなある日、会社の人事課長補佐・池内理代子から次世代エネルギー開発プロジェクト「ネクサス計画」に携わるBS（ビルディング・スペシャリスト）候補として、会社を代表し宇宙飛行士訓練に参加するための一次面接を受けるように内示される。吾郎は本格的に宇宙開発ラッシュが訪れる時代を予測し、短期間の間に多くの重機操縦資格を獲得していたのだ。
同じころ、“ロストマン”ことジャック・F・ウッドブリッジは、母国アメリカに帰国後、海軍戦闘機のエース・パイロットとして原子力空母「ロナルド・レーガン」に乗船していた。スペースシャトルのパイロット養成プログラムにも一発合格し、今まさにNASAへの扉が開こうとしていた時に、武装テロを仕掛けたイラクへ向けて緊急出撃するも、相手の地対空ミサイルを受けて撃墜され、生死不明となってしまう。しかし、敵の捕虜となりながらもイラク反政府ゲリラのアリ親子に助けられ何とか生き延び、NASAに復帰後スペースシャトルのパイロット、そしてエリア51で極秘に開発されていたスペースプレーンのプロジェクトに参加。その後、アメリカ宇宙軍の士官として、その卓越した宇宙船操縦技術と政治的手腕を武器に、組織の中でのし上がっていく。
紆余曲折を経て、新たなる極地・月へと別々のルートで登り始めた2人の天才クライマーは、やがて月社会の覇権を賭けた地球規模の争いの中に巻き込まれていく。
※上記台詞部分は「MOONLIGHT MILE」第1巻（小学館：刊）より引用。

### 第二部
序章
2025年3月、パキスタンの反政府武装組織のムジャヒディン、5人が身元を隠してパリ・シャルル・ド・ゴール国際空港発スペースプレーン93便で宇宙に上がり、軌道上で宇宙船を乗っ取ってインドの早期警戒衛星チャンドラヤーンIVに向かった。目的は、この衛星を破壊すると共に、これをパキスタン政府の仕業にみせかける欺瞞情報を流して印パ両国間の全面核戦争を誘発し、この地に新たなパキスタン・イスラム共和国を作ることが組織の最終目的だった。
すぐにアメリカ宇宙軍が出撃し、乗客の乗る貨客カーゴを置いて逃走にかかったキャッチャー船を破壊した。だが、そのデブリに紛れて、ムジャヒディンの一人が宇宙服に身を包んで逃走に成功し、警戒衛星に到達しつつあった。これを追撃する米軍宇宙機がカーゴの脇を抜ける瞬間、カーゴに潜んだムジャヒディンが乗客を巻き込んで自爆し、爆発にあおられた宇宙機はムジャヒディンの狙撃に失敗、警戒衛星は彼の自爆攻撃で破壊された。
2025年3月28日、現地時間8時42分。反政府武装組織は秘密裏に所有していた中距離弾道ミサイルをインドへ向けて発射した。これをパキスタンの先制攻撃と見たインドは、パキスタンに向けて報復の核ミサイルを発射、全面核戦争に拡大した。両国の最終的な死者は500万人、放射能はアジア全域に広がり、世界経済は大恐慌に陥った。
本編
印パ核大戦勃発から5年後の2030年、地球の核汚染は世界各地に広がり、その影響を唯一逃れた月面都市ルナネクサスは、死亡したと思われていたロストマンが率いる「ネクサス評議会」によって統治される3万人が住む巨大都市となっていた。吾郎はSG（スペースガード）ポリス長官になり、理代子との子供であるムーンチャイルド歩はルナネクサスのジョン・グレン寄宿学校に通っていたが、地球出身のクラスメイト達からイジメを受ける毎日を送っていた。

## 登場人物
ここでは主な登場人物の簡単な説明に留める。詳細はMOONLIGHT MILEの登場人物を参照。
猿渡 吾郎（さるわたり ごろう）
声 - 井上和彦
この物語の主人公。ロストマンと共に大学生で5大陸の最高峰を制した天才学生クライマー。地上の高みを極めた彼は、来るべき宇宙開発時代を予期しプロのビルディングスペシャリスト(BS)として、MOONLIGHT MILE（遥かなる月への道）を目指す。どんな危機的状況に陥っても決して諦めない無類のタフガイで、情に厚く行く先々で自身の支援者を増やしていく。
ジャック・F・ウッドブリッジ＝“ロストマン"
声 - 平田広明
この物語のもう1人の主人公。アメリカ人。親友の吾郎と共に5大陸の最高峰を制した後、米軍に入隊し海軍所属の戦闘機のエースパイロットからNASA入りする。軍に籍を置いていたころから徐々に頭角を表し、やがて政治的権力を手中に収めながら月の覇権を握る戦いへ身を投じてゆく。飛行機宇宙船の操縦技術はピカイチで人類初の宇宙戦闘経験者となる。吾郎とは逆に己の野心を実現すべくあえて孤高の存在として振舞っている。
池内 理代子（いけうち りよこ）
声 - 田中理恵
吾郎の勤める大手建築会社・竹永建設の人事課長補佐。吾郎とは最悪の出会い方をするものの、やがて懐の深さと豪快さに惚れ、壮大な夢を側面からサポートするべく奮闘する。後に吾郎の子を宿し、人類初の月面での出産を経験する。
澤村 耕介（さわむら こうすけ）
声 - 高橋広樹
NASDA種子島宇宙センターのムーンウォーカー開発部技師。ムーンウォーカーの実用化テストで吾郎と出会い、当初は考え方の違いから対立したが、歩行実験中のスタッフ死亡事故の裏に蠢く陰謀に巻き込まれたところを吾郎と理代子に助けられたことで、吾郎に全幅の信頼を抱くようになった。やがて吾郎を追い、自らもプロの宇宙用重機開発・補修要員として宇宙へ昇る。
ファトマ・トゥレ・グットウ
声 - 田中敦子
エチオピア人。元オリンピック女子マラソンの銀メダリストでアフリカ女性初の月面到達者。月面で事故に巻き込まれたところをロストマン率いる宇宙軍に救われ、やがて彼の右腕的存在となる。自らの命を救ったロストマンに心酔し、彼のためならばどんな犠牲も厭わない思い込みの激しさを見せる。
マギー・ヒラオカ
声 - 川上とも子
月面基地でも人気の情報バラエティ番組“マギー'S SHOW”の司会を務める日系アメリカ人のアイドルジャーナリスト。何にでも興味を持つ癖が災いし、月面基地爆破事件ではテロリストに殺されかけるも、間一髪で吾郎に命を救われ、それ以来マスメディアの力を使って吾郎をサポートする。
クリス・ジェファーソン
声 - 石塚運昇
ネクサス計画発表後初のビルディングスペシャリストとなったアメリカの黒人男性。吾郎と共に重機操作専門の現場作業員（ブルーカラー）として数々の宇宙開発事業に携わる。搭乗した宇宙用作業ポッドがデブリと衝突して危機に見舞われた際に、吾郎が考案した奇想天外な救出作戦で救われ、それ以後吾郎と強い信頼関係を結ぶ。

## メカニック
原則的に原作である漫画版（小学館『ビッグコミックスペリオール』連載）に沿って記述されている。記載順序も漫画版の登場順となっている。

### 作業機械
パワーローダー
NASAが日本と共同開発した宇宙建設用重機ポッド。円筒形のボディにソロバン珠のような形の操縦席と大型のアームが1本ついた形をしている。NASAでの運用シミュレーションと操縦マニュアルの作成は吾郎が担当。
ISSの建設現場で使われることになっていたが、クリス操縦の1号機がデブリの衝突事故によって失われる。その後はスペースBOXに替わったのか出番はない。
スペースBOX
宇宙建設用小型作業艇。名前の通り箱型のボディに2本のアームがついた形をしている。船外宇宙服を着た操縦者が乗って動かし、宇宙服の酸素も合わせて15時間の単独行動も可能となっている。ISSの建設現場から後のスペースガードまで、長期間に渡り登場する。
スパイダーリフト
月面で使用される小型作業艇。スイートホーム建設から登場。
トラス構造の平面型の本体から、着陸脚と姿勢制御用のスラスターが突き出た形をしている。本体には下部にウインチ、背面に荷台、最前部に操縦席があり、コントローラー（ゲーム機のそれと似ている）で操作する。
華奢な外見だが、物資の輸送、クレーンとして資材の吊り上げ等、様々な用途に使われている。ファトマが事故に遭ったのもこの機体である。
この他、月面の建設現場ではダンプカーやブルドーザー、トンネル掘削用シールドマシン等も確認することができる（もちろん月面で使えるように改修されたもの）。

### ロケット・宇宙船
ISS
実在する宇宙ステーションだが、本作では月の開発が国際的に進められているため、その拠点として規模・利用率ははるかに大きい。
ホーナー
ルナネクサス計画のために地球軌道上で建造された月往還船。先頭の操縦ユニットと最後部のエンジンユニットをフレームで繋ぎ、そこに最大4個の貨物コンテナを挟み込んで輸送する。操縦ユニットの左右に月面着陸船を接続したタイプも存在する。
複数が建造（作中では7号機、8号機が確認されている）され、無人型がガリレオより先行して月に向かい、基地建設用資材を月面に投下した。その後は資材や交代要員の輸送に使用されている。
名前の由来は中止されたアポロ19号の乗組員から。2012年の1号機の発進は、存命だったホーナー本人の手で行われた。
ドネルケバブ号
ドイツ・コスモインビス社製の空中発射式ロケット。民間企業初となる20tクラスカーゴである。
成層圏での打ち上げ直前に、母機がネオナチによる爆弾テロに遭う。母機からの発射には成功するものの予定高度に達せず、オーストラリア・シドニーに落下する危機を迎えることになる（ドネルケバブ号事故）。
コックピットとエンジンを繋ぐ棒状のフレームの周りを、貨物や外壁が取り巻いている外見が名前の由来と思われる。
ナイトメア
アメリカ宇宙軍が極秘に開発したスペースプレーン。2013年1月にロストマンとブライアンの操縦で最初の実戦フライトに成功。これも極秘に建造された米軍所属の宇宙ステーション「エンタープライズ」に兵員35名を送り込む。
存在が公表されることはなかったが、ジェットエンジンと核融合ロケットを組み合わせた推進方式、飛行機のように滑走路を使って離着陸する運用方法、ペイロード能力、使い捨てる部品がない完全リサイクル等、同時代のロケットを完全に凌駕する性能を持っていた。
オリオン
アメリカが開発した2代目スペースシャトル。2013年12月に第1次月遠征隊を乗せて地球軌道に打ち上げられた。打ち上げ能力は拡大されているが、基本的な構成や運用方法は初代スペースシャトルと同じである。
「オリオンの盾」での使われ方（オービタの液体水素タンクを放射線防護壁として使用）から、初代シャトルと同じ、液体水素エンジンを使用していると考えられる。
ガリレオ
ルナネクサス計画・第1次遠征隊を月に送り込むため、地球軌道上で建造された有人宇宙船。ロケットと着陸船をあわせたような形のメインユニットの周りを、四つの居住ユニットが取り囲むような構造となっている。
第1次遠征隊が到着した出発直前に大規模な太陽フレアが発生。緊急対処計画「オリオンの盾」を実行する。
イーグル号
マギーが月に行くのに使用した輸送船。効率を重視した半球型をしている。同型機が多数存在する（イーグルという名前が固有名なのか型式名なのかは不明）。また、マギーが乗ったのは輸送船型だが、理代子や耕介が利用した旅客船型も存在する。
H-IIA
実在する日本の国産ロケット。本作では日本は有人型の後継機H-IIIの開発に失敗し、ロケット事業からは撤退しているため、このH-IIAは博物館の展示品を入手、再整備したものである。
宇宙に戻って理代子と我が子に逢うという吾郎の思いと、日本単独での有人宇宙飛行が悲願であった日本のロケット技術者たちの思いを乗せ、再びエンジンに火を入れる。
ふじ2号
H-IIAで打ち上げられた国産の一人乗りカプセル型有人宇宙船。実際に構想されていたカプセル型有人宇宙船「ふじ」が原型だが、形状は実際の「ふじ」とは異なり、むしろアポロ司令・機械船に近い物になっている。対外的な宣伝のため、船体にGORO便のほか、国内企業のロゴが描かれている。
テロで死んだ技術者たちの遺骨を納めたカプセルも共に打ち上げられ、衛星軌道で散骨葬が行われた。
キャッチャー船
旅客スペースプレーンから放出される貨客カーゴを輸送する小型船。カーゴとのドッキング用に、ロボットアームを一機搭載している。

### ロボット
ムーンウォーカー
日本が開発した月面作業用二足歩行ロボット。略称MW。月面を想定した水中歩行テストでたびたび転倒して完成が危ぶまれていたが、実際は平地歩行であれば1Gの地上でも問題ないレベルまで完成していた。安定しなかったのは作意的な欠陥によるものである（詳細は登場人物・野口を参照）。
欠陥が明らかにされた後は順調に開発が進み、澤村の操縦で目標であった岩棚登頂（斜面歩行）に成功する。
外見がどことなくアニメのロボットを思わせる。作中で吾郎がぼやいていたように、ガンダム世代が設計したためだろう。
その後、高速走行用の車輪を装備した新型ムーンウォーカーが、月面の建設現場で使われている。
ガーディアン
米軍が開発した遠隔操縦の無人ロボット。操縦系に脳波シンクロシステムと呼ばれる一種のVRシステムを採用しており、操縦者と一体化させることで遠隔操縦の違和感をなくし、さらに操縦者が宇宙空間に出る必要がないためEVAの即応性が得られる、というコンセプトである。だがこのシステムは操縦者に大きな負荷をかけるものであり、専用の薬を投与した上で使用時間にも制限があった。
ロストマンら米軍関係者がISSに持ち込んで極秘でテストをしていたが、デブリ群のISS衝突事故による緊急事態に対処するために耕介が操縦したことで存在が公になる。ISSの事故がなければNASAの開発として公表されることになっていた。
後に米宇宙軍やルナネクサスの建設現場、スペースガードに多数が配備されている。
パグ
マギーの月面基地ロケに同行するアシスタントロボット。スタッフがマギー1人のため、カメラや照明、スピーカーなど、番組作りに必要な機材がすべて内蔵されている。音声認識による操作や宇宙空間での自律制御、遠隔操縦による隠し撮りなど、相当な高性能である。
月面基地爆破テロ事件でカトーに破壊されたが、吾郎に電気ショックを与えられて復活。走行用のタイヤで縛っていたテープを切って吾郎を救うことになる。最後は別れの挨拶と共に、爆発に巻き込まれて消えていった。
ランドウォーカー
地球で使用されている二足歩行作業用ロボット。澤村と陸上自衛隊施設科部隊が運用して、種子島宇宙センターで打ち上げ施設の復旧を行った。MWより一回り小型で、操縦者はむき出しとなる。
テロリスト発見の際には濡れた山の斜面を駆け上がって現場に向かうなど、性能もMWから大幅に向上しているようだ。

## テレビアニメ
1stシーズン「Lift off」（全12話） 、2ndシーズン「Touch down」（全14話）と、放送時期を2つに分割して放送された。1stシーズンは毎週土曜深夜25時00分より、2ndシーズンは毎週木曜23時00分より（いずれもJST）WOWOWスクランブル枠での放送であった。

### スタッフ
- 監督 - 鈴木行
- シリーズ構成・脚本 - 遠藤明範
- キャラクターデザイン・総作画監督 - 杉本功
- メカニックデザイン・メカニック作画監督 - 竹上貴雄
- 美術監督 - 植田秀蔵
- 色彩設定 - 津野歩
- CG監督 - 郷博
- 撮影監督 - 大西博（1stシーズン）→柳田美和、塩見和欣（2ndシーズン）
- 編集 - 森田清次
- 音響監督 - 藤野貞義
- 音楽 - 沢田完
- 音楽プロデューサー - 井内正博
- プロデューサー - 武智恒雄、滝口健太、長谷川徳司、清水和夫（1stシーズン）→竹内崇剛（2ndシーズン）
- アニメーションプロデューサー - 大野雅義（1stシーズンのみ）
- アニメーション制作 - スタジオ雲雀
- 製作 - MOONLIGHT MILE Film Partners（クロックワークス、IMAGICAイメージワークス、WOWOW、スタジオ雲雀、アミューズソフトエンタテインメント）

### 主題歌
エンディングテーマ
「スケアクロウ」（1stシーズン）
作詞・作曲 - 山中さわお / 編曲・歌 - the pillows
「BOAT HOUSE」（2ndシーズン）
作詞・作曲 - 山中さわお / 編曲・歌 - the pillows

### 各話リスト
| 話数                         | サブタイトル               | 絵コンテ                   | 演出                       | 作画監督                          |
| -Lift off- （1stシーズン）   | -Lift off- （1stシーズン） | -Lift off- （1stシーズン） | -Lift off- （1stシーズン） | -Lift off- （1stシーズン）        |
| ---------------------------- | -------------------------- | -------------------------- | -------------------------- | --------------------------------- |
| 1                            | 宇宙（空）の向うへ         | 鈴木行                     | 浅見松雄                   | 杉本功                            |
| 2                            | 果て無き夢                 | 鈴木行                     | 鈴木芳成                   | をがわいちろを                    |
| 3                            | ラストスイング             | 鈴木行                     | 岡崎幸男                   | 崔宇植                            |
| 4                            | 砂漠の誓い                 | 柳瀬雄之                   | 三浦陽                     | 鈴木信一                          |
| 5                            | 星の街から                 | 柳瀬雄之 鈴木行            | 石川敏浩                   | PARK KI DUG                       |
| 6                            | ギャンブラーズ             | 玉田博 鈴木行              | 浅見松雄                   | 崔宇植                            |
| 7                            | 再会                       | 安藤裕章                   | 鈴木芳成                   | をがわいちろを                    |
| 8                            | 軌道からの生還             | 早川啓二                   | 早川啓二                   | 坂巻貞彦                          |
| 9                            | ムーンウォーカー           | 三浦陽                     | 浅見松雄 美甘義人          | 中野彰子                          |
| 10                           | 疑惑の潮流                 | 大原実                     | 石川敏浩                   | Yang Kwang Seock                  |
| 11                           | 改竄されたデータ           | 早川啓二                   | 早川啓二 九十九十一        | 坂巻貞彦 杉本功                   |
| 12                           | スターファイター           | 鈴木行                     | 鈴木芳成                   | をがわいちろを                    |
| -Touch down- （2ndシーズン） |                            |                            |                            |                                   |
| 1                            | 動き出した宇宙             | 鈴木行                     | 中西伸彰                   | 谷口守泰                          |
| 2                            | 思い出のヴィオラ           | 西澤晋                     | 鈴木芳成                   | をがわいちろを                    |
| 3                            | 英雄の帰還                 | 西澤晋                     | 美甘義人                   | 竹上貴雄                          |
| 4                            | 冷戦再び                   | 西澤晋                     | 齋藤徳明                   | 鎌田祐輔                          |
| 5                            | ドッグファイト             | 西澤晋                     | 高田昌宏                   | 谷口守泰                          |
| 6                            | ロケットボーイズ           | 西澤晋                     | 藤本義孝                   | 小沼克介                          |
| 7                            | 12人の開拓者               | 西澤晋                     | 鈴木芳成                   | 山形孝二                          |
| 8                            | オリオンの盾               | 西澤晋                     | 美甘義人                   | 山形孝二 小沼克介 杉本功 竹上貴雄 |
| 9                            | マギー'S SHOW              | 鈴木行                     | 齋藤徳明                   | 鎌田祐輔                          |
| 10                           | クライシス                 | 鈴木行                     | 高田昌宏                   | 谷口守泰                          |
| 11                           | 天空の守護者               | 鈴木行                     | 九十九十一                 | 小沼克介                          |
| 12                           | ムーンベース               | 西澤晋                     | 齋藤徳明                   | 山形孝二                          |
| 13                           | 月の涙                     | 西澤晋                     | 鈴木芳成                   | 鎌田祐輔                          |
| 14                           | マイ・スイート・ホーム     | 鈴木行                     | 鈴木行                     | 杉本功                            |